# Sân bay quốc tế Montréal-Mirabel
Montréal-Mirabel International Airport (IATA: YMX, ICAO: CYMX) hay sân bay Mirabel là sân bay nằm ở Mirabel, Quebec, Canada, cách Montréal 39 km về phía tây bắc, sân bay này hoạt động từ ngày 4 tháng 10 năm 1975. Đây là sân bay lớn thứ 2 thế giới về diện bề mặt (399,6 km²) xếp sau sân bay quốc tế King Fahd.
Năm 1989, 81.000 trong 98.000 hecta (400 km²) được trả về chủ của nó. Vai trò chủ yếu của sân bay là chở hàng hóa nhưng nó cũng là nơi hoạt động của MEDEVACs và các máy bay của general aviation cũng như nơi sản xuất cho Bombardier Aerospace, nơi mà máy bay phản lực khu vực được lắp ráp.
Vào thời điểm đó, sân bay này được dự định thay thế cho sân bay hiện hữu là sân bay Dorval (bây giờ là Sân bay quốc tế Montréal-Pierre Elliott Trudeau) làm cửa hàng không phía đông Canada; từ 1975 đến 1997, tất cả các chuyến bay quốc tế đi và đến Montréal được yêu cầu phải dùng sân bay Mirabel. Tuy nhiên, do vị trí thiếu hệ thống giao thông kết nối đến Mirabel cũng như nền kinh tế Montréal xuống dốc so với Toronto làm nó trở nên không được sử dụng nhiều, và cũng do Dorval không được đóng cửa như kế hoạch ban đầu. Thậm chí, Mirabel đã được chuyển sang sử dụng với chức năng vận chuyển hàng hóa. Ban đầu nó là một niềm tự hào nhưng sau đó nó trở thành một điều ngượng ngùng khi nhắc đến ở Canada.